# Волчий талер

Волчий талер 1565 года

Волчий талер — название серебряных монет Трансильвании 1562—1565 годов. Их особенностью было низкое качество чеканки. Учитывая бедственное положение Трансильвании в это время, волчьи талеры относят к деньгам чрезвычайных обстоятельств (рум. taler de necessitate, taler de război). При низком качестве — монетный кружок, клеймённый с одной стороны, — монета содержала около 29 г серебра, что соответствовало весовым нормам талеров немецких государств. Изображение волка представляло собой часть фамильного герба Яноша Запольяи. Сверху изображения волка располагаются буквы, обозначающие «Янош, избранный король Венгрии».